# Santa Caterina de Jou
Santa Caterina de Jou és una capella del poble de Jou, en el terme municipal de la Guingueta d'Àneu, a la comarca del Pallars Sobirà. Pertany al territori de l'antic terme de Jou.
Està situada a prop i al nord-est del petit poble de Jou.